# Julien Lubek
Julien Lubek est un metteur en scène et comédien français, formé notamment auprès de Marcel Marceau. 

## Biographie
Diplômé d' HEC (1998) il interrompt sa dernière année à Sciences-Po Paris en 1999 pour rejoindre l'École internationale de Mimodrame Marcel Marceau, dont il sort diplômé. Après avoir approfondi son travail sur l'art du mime en Pologne, il se forme au théâtre de texte à l'École Charles Dullin, à l'art du clown au Théâtre le Samovar, ainsi qu'aux arts du cirque, de l'illusion et de la marionnette. Aux côtés de Cécile Roussat, depuis 2004, il développe un univers théâtral personnel, à travers des spectacles visuels, poétiques, humoristiques et pluridisciplinaires.
Après avoir collaboré avec des artistes comme Michel Fau, Jérôme Deschamps & Macha Makaeïeff, ils mettent en scène des spectacles musicaux mêlant cirque et théâtre visuel, dirigés par John Eliot Gardiner, Vincent Dumestre, Jean-Claude Malgoire ou encore Ophélie Gaillard, et joués notamment à l’Opéra Comique, au Théâtre des Champs Elysées, aux Bouffes du Nord, à la Philharmonie de Paris, au Festival Cervantino à Mexico, au Royal Albert Hall à Londres ou à San Francisco.
En 2008, ils fondent la Compagnie Les Âmes Nocturnes, dont les créations inclassables connaissent un grand succès public et critique : leurs duo féeriques et burlesques, intitulés Les Âmes Nocturnes et Au Bonheur des Vivants ont ainsi été donné plus de 400 fois à travers le monde entre 2009 et 2023, et primés au Festival d’Avignon. Magic Mozart, création coproduite par le Festival Mozart de Salzbourg à l’invitation de Rolando Villazón, a reçu un accueil triomphal en Suisse et en France en 2021-2022.
Depuis 2010, ils sont régulièrement invités en tant que metteurs en scène par des maisons d’Opéra à travers le monde. Les deux artistes conçoivent également les décors, les costumes, les lumières et les chorégraphies de leurs productions, qui sont régulièrement reprises en tournée. 
Julien a enseigné l'art du mime au Conservatoire National Supérieur d'Art Dramatique de 2010 à 2014

## Théâtre

### Mises en scène d'opéra
- 2010 : La Flûte Enchantée de Mozart, Opéra Royal de Wallonie, Liège (tournées de 2015 à 2024 à l'Opéra Royal de Versailles, Teatro Donizetti di Bergamo, Opéra de Sassari, Opéra Royal de Wallonie, Opéra d’Avignon..)
- 2014 : Didon & Énée, de Purcell, Opéra de Rouen (tournées de 2015 à 2024 à l'Opéra de Tel-Aviv, Teatro Regio di Torino, Opéra Royal de Versailles, Opéra de Vichy...)
- 2014 : La Cenerentola de Rossini, Opéra Royal de Wallonie, Liège (tournées de 2016 à 2019 à l'Opéra de Tel-Aviv, Opéra Royal de Wallonie)
- 2017 : Le Mariage Secret de Cimarosa, Philharmonie de Paris
- 2018 : Raoul, Barbe Bleue de Grétry, Théâtre de Trondheim, Norvège
- 2019 : Les Pêcheurs de Perles de Bizet, Teatro Regio di Torino, Turin, Italie
- 2019 : La Clémence de Titus de Mozart, Opéra Royal de Wallonie, Liège

### Mises en scène de théâtre musical et cirque
- 2005: Pierrot Fâché avec la Lune, de Lubek  & Roussat, avec Ophélie Gaillard . Péniche Opéra (Paris), Festival Cervantino (Mexico), Cité de la Musique (Paris)…
- 2006 : Carnaval Baroque avec Le Poème Harmonique (Vincent Dumestre): Théâtre des Célestins (Lyon), puis 100 représentations de 2006 à 2025: Opéra Comique (Paris), Opéra Royal de Versailles, Théâtre des Champs-Elysées, San Francisco, Madrid, Budapest, Cracovie ...
- 2007: Rameau & la Danse, de Lubek & Roussat avec John Eliot Gardiner: Royal Albert Hall (BBC Proms), Philharmonie de Paris…
- 2008 : Les Âmes Nocturnes, de Lubek & Roussat: 220 représentations de Hong-Kong à Stuttgart à Marrakech: Scène nationale de Perpignan, Grand théâtre de Dijon ...
- 2009 : Musenna, les miroirs du Levant, saison de la Turquie en France: Bouffes du Nord, Opéra Royal de Versailles, Scène nationale de Cherbourg...
- 2009 : La Belle & la Bête, adaptation Lubek & Roussat: Théâtre Montansier (Versailles), Festival Utrecht (Hollande), Saint-Jacques de Compostelle...
- 2010 : Où avais-je la Tête, conférence fantaisiste sur Marie-Antoinette, de Lubek & Roussat: Théâtre du château à Eu
- 2012 : Le Ballet des Fées, adaptation Lubek & Roussat: Philharmonie de Paris, Arsenal de Metz, Opéra Royal de Versailles
- 2016: Au Bonheur des Vivants, de Lubek & Roussat: 200 représentations de Shanghai (Chine) à Neuchâtel (Suisse) à Trieste (Italie) ...
- 2020: Dreams, de Lubek & Roussat avec Damien Guillon et Le Banquet Céleste: Opéra de Rennes, Opéra de Nantes, Grand théâtre d'Angers, Scène Nationale de Pontoise…
- 2021: Magic Mozart, de Lubek & Roussat: Neuchâtel (Suisse), Montélimar, Saumur ...
- 2023: La Valse du Marcassin, de Lubek & Roussat (tournée sur l’île de la Réunion, Neuchâtel…)